# Liaoyan
Liaoyan (kinesiska: 蓼沿) är en socken i sydöstra Kina. Den ligger i Lianjiang härad i provinshuvudstaden Fuzhou i provinsen Fujian, omkring 35 kilometer norr om centrala Fuzhou. Antalet invånare är 24 216. Befolkningen består av 11 482 kvinnor och 12 734 män. Barn under 15 år utgör 18,0 %, vuxna 15-64 år 72 %, och äldre över 65 år 9,0 %.